# アンノ2世
アンノ2世 (Anno II, 1010年頃 – 1075年12月4日) は、中世のケルン大司教。1056年に着座し、亡くなるまでその座にあった。1063年から1065年まで神聖ローマ皇帝ハインリヒ4世の摂政を務めた。カトリック教会における聖人として崇敬されている。 

## 生涯
アンノ2世はシュヴァーベン公国エーインゲン近郊のアルトシュトイスリンゲンで生まれ、バンベルクで教育を受けた。後にバンベルク大聖堂の聖堂学校の校長となった。1046年にはザーリアー朝の神聖ローマ皇帝ハインリヒ3世付司祭になり、1051年・1052年にはハンガリー王アンドラーシュ1世に対する遠征に同行した。ハインリヒ3世は1054年にアンノ2世を新たに建てたゴスラー大聖堂の主席司祭に任じ、さらに2年後にはケルン大司教に任じた。アンノ2世は宮廷で大きな地位を築き、他の聖職者の叙任にも関与できるようになった。 例えばアンノ2世の甥ブルクハルトは1059年にハルバーシュタット司教、弟ヴェルナーは1063年にマクデブルク大司教となった。 
アンノ2世は禁欲的な生活を送り、グレゴリウス改革を支持していたが、一方でケルン大司教領の利益に反すると認識した者は一切の容赦なく排除したため恐れられた。スタヴロ＝マルメディ帝国修道院の権威に挑戦し、修道院を我が物にせんと画策したが、これは多くの論争を呼んで最終的には失敗した。こうした権力欲を露わにした行動を取りながら、ミヒャエルスベルクに世俗権力からの独立を旨とするベネディクト会の修道院を設立している。これはイタリアのフルットゥアリア修道院をモデルにしたもので、すぐにドイツにおけるクリュニー会 (ベネディクト会に連なる修道会の中で特にベネディクト戒律を重んじる会派) の拠点となった。 
1056年に皇帝ハインリヒ3世が崩御すると、わずか6歳で支持も少なかったハインリヒ4世の皇帝即位に大きな影響を与えた。1062年4月にはハインリヒ4世の支持者を糾合してカイザースヴェルトのクーデターを起こし、ハインリヒ4世の母后アグネス・フォン・ポワトゥーを権力の座から追い落している。アグネスは当初、教皇ウィクトル2世の庇護の下、自らを支持しそうな者に領地を加増したり、摂政にアウクスブルク司教ハインリヒ2世を立てることで諸侯を味方につけていたが、アンノ2世は皇帝位の象徴であるレガリアを確保して摂政となり、神聖ローマ帝国で権力を振るった。しかしアンノ2世の権力独占は長続きせず、すぐに協力者であるブレーメン大司教アーダルベルトとマインツ大司教ジークフリートとの間で権力を分かちあうことになり、自身はハインリヒ4世の教育を監督し、マギステルの称号を保持した。 
この時代、帝国イタリア大法官はケルン大司教の後職と考えられていたことから、1061年以降にアンノ2世が対立教皇問題の解決に力を入れたのはこれを狙ってのことだと考えられている。1064年5月にマントヴァで開かれた司教会議に甥のハルバーシュタット司教ブルクハルトを送り込み、アレクサンデル2世こそが正当な教皇であるとして、アグネスの支持する対立教皇ホノリウス2世を退位させることに成功したが、ドイツに戻るとブレーメン大司教アーダルベルトに権力を奪われたばかりかハインリヒ4世にも疎まれるようになり、宮廷での地位は低下した。しかし、1066年にアーダルベルトが失脚するといくらか権力を取り戻し、同年には甥コンラート1世フォン・プフリンゲンをトリーア大司教に据えることに成功する。1072年までに帝国での指導的な地位を取り戻して皇帝に次ぐ権力者となり、ハインリヒ4世に対してザクセン貴族が起こした反乱では仲裁に入っている。 

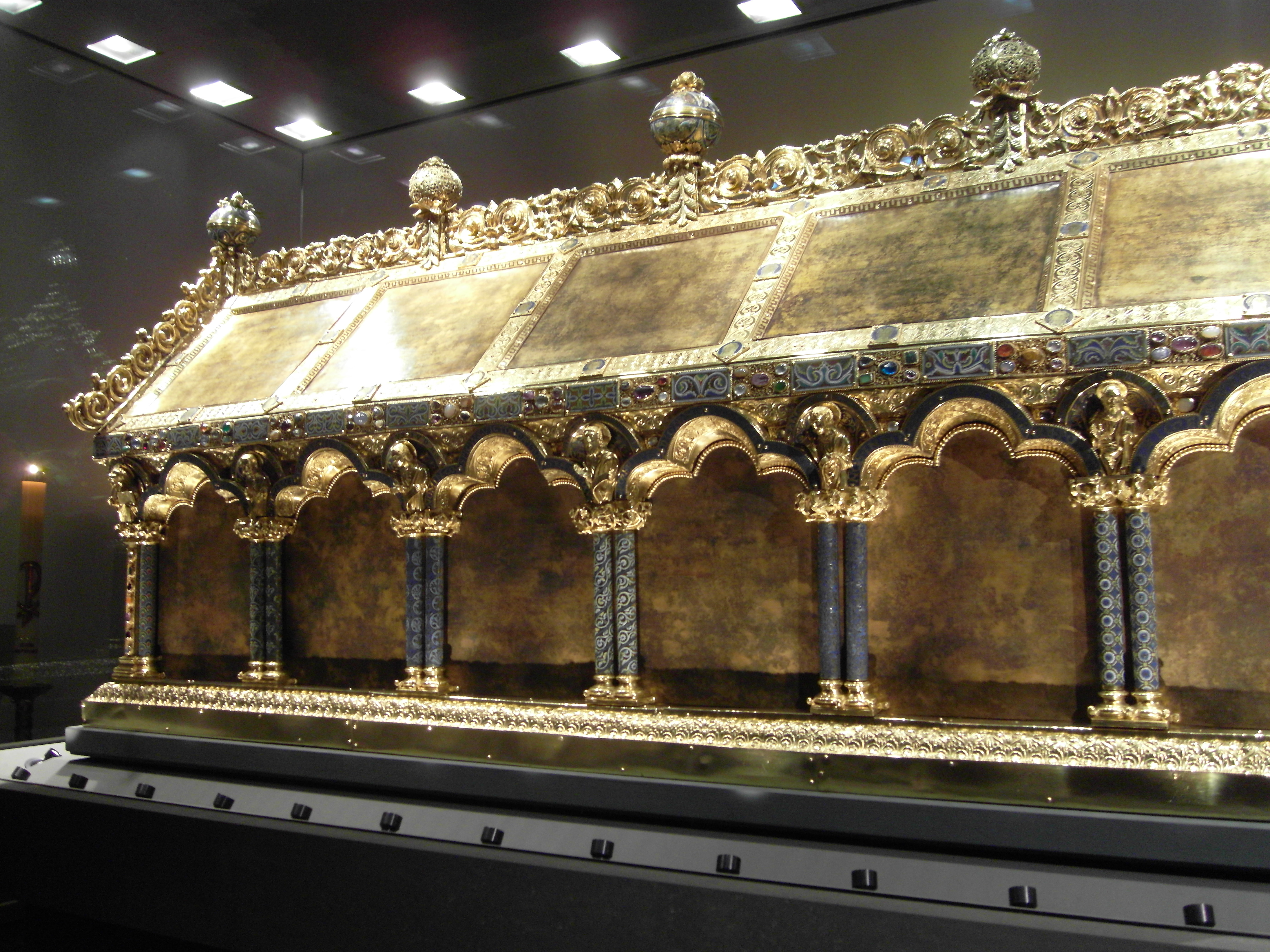
ジークブルクの聖ミヒャエル修道院にある神殿

12世紀から13世紀にかけて、ケルンは地元産の織物 (特に羅紗) や染物、金細工や刀剣、鎧が帝国内で重用されるようになって大きく発展した。また、ケルンを除くアルプスより北の都市には大教会や聖地、聖遺物などはほとんどなかったため「ドイツのローマ」と呼ばれるようになり、ケルン市民の自立意識は大きく高まった。このため、市民は次第に大司教の統治に不満を爆発させるようになり、2世紀の間に渡って大司教と市民の間で激しい対立が繰り広げられた。この萌芽となったのがアンノ2世在位中の1074年のイースターに起きた蜂起である。この蜂起は3日とかからず鎮圧され、参加した者は厳しく罰せられたが、一方でアンノ2世は皇帝を差し置いてイングランド王ウィリアム1世と同盟を結んだとして告発された。アンノ2世はこれをなんとか乗り切ったものの宮廷からは遠ざかり、1075年12月4日にジークブルク修道院で亡くなり同地に埋葬された。

## 崇敬

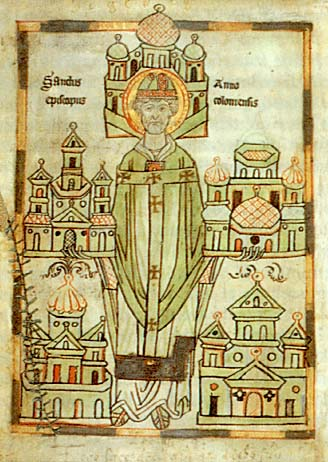
ヴィタ・アノニス・ミノルではアンノ2世が創建した修道院が紹介される

1183年に教皇ルキウス3世により列聖された。アンノ2世は聖ミヒャエル修道院、グラーフシャフト修道院、聖ゲオルク教会、聖マリアの階梯教会、ザールフェルト修道院、アーフリゲム修道院など多数の教会や修道院の創建に関わり、聖職者の妻帯を禁じて多くの修道院に厳格な規律を敷いた。才気に優れ強い情熱を持った人物で、彼が教皇アレクサンデル2世の正当性を主張したことは当時幼年の神聖ローマ皇帝ハインリヒ4世およびドイツ諸邦に大きな影響を与えた。 
アンノ2世に対する頌歌として、ラテン語の「ヴィタ・アノニス・ミノル (Vita Annonis Minor)」と中高ドイツ語で書かれた「アンノの歌」が知られている。